# Pontenage
 (mai 2023).
Si vous disposez d'ouvrages ou d'articles de référence ou si vous connaissez des sites web de qualité traitant du thème abordé ici, merci de compléter l'article en donnant les références utiles à sa vérifiabilité et en les liant à la section « Notes et références ».
Le pontenage est un droit autrefois perçu par un seigneur féodal pour le passage de marchandises sur un pont au-dessus d'une rivière ou d'un fleuve par un bac ou pour la réparation des ponts, le tout contrôlé par une autorité légale.

## Deux appellations similaires
Un pontenage est parfois assimilé à un pontonage, droit dû par ceux qui traversent une rivière dans un bac ou sur un pont. Le pontonage peut faire référence à un ponton moderne, une structure porteuse qui avance ou parfois franchi le cours d'eau. Mais notons que le terme d'ancien français ponton attesté en 1245 dérive du latin vulgaire pontonem, accusatif de pontô, le bac. En ancien français, le pontonier ou pontonnier était d'abord celui qui avait soin des ponts, des bacs et des bateaux, avant de désigner le simple batelier ou passeur. 
En ancien français, pontenaige, pontenage, pontelage sont des formes attestées respectivement en 1225, 1260 et 1293. Leur étymon latin est pontem, au sens de pont.
Il semble que cette assimilation entre pontenage et ponton(n)age ait été commune dès le XIVe siècle.